# Trichopterigia adiopa
Trichopterigia adiopa là một loài bướm đêm trong họ Geometridae.